# Alcalá de la Vega
Alcalá de la Vega é um município da Espanha, na província de Cuenca, comunidade autônoma de Castela-Mancha. Tem 69,25 km² de área e em 2021 tinha 85 habitantes (densidade: 1,2 hab./km²). Limita com os municípios de Algarra, Campillos-Paravientos, Fuentelespino de Moya, Salinas del Manzano e Salvacañete.